# Танковый таран

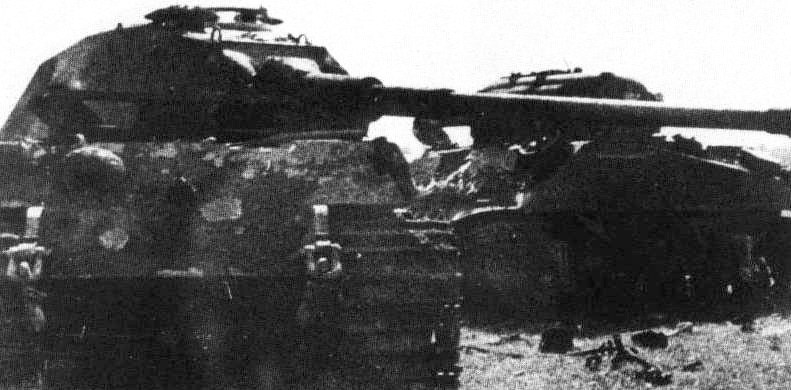
Немецкий «Тигр II» 503-го тяжёлого танкового батальона, протараненный английским «Шерманом», 18 июля 1944

Та́нковый тара́н — тактический приём танкового боя, предназначенный для выведения из строя бронетехники противника путём столкновения. Таран приводит, как правило, к опрокидыванию или обездвиживанию бронетехники (потере гусеницы — в случае танка или САУ).

## Тактика
Пользуясь своей мобильностью, танки способны врываться на огневые позиции противника, таранить артиллерийские батареи и другую боевую технику. При невозможности обхода или для выигрыша времени экипажи танков могут принять решение таранить уличные баррикады и даже кирпичные стены зданий. Танковые тараны могут совершаться как днём, так и ночью.
Результативность танковых таранов во многом зависит от подготовки командиров танков и механиков-водителей:

Чтобы совершить такой удар, от экипажей, особенно механиков-водителей, требовались высокое профессиональное мастерство, предельное напряжение духовных и физических сил, мужество и отвага. Поэтому тараны совершались преимущественно опытными танкистами, уверенными в боевых и технических возможностях техники, готовыми до конца выполнить свой воинский долг перед Родиной.
— Лосик О. А. Немного о танковых таранах.
В СССР танковый таран бронированной техники рассматривали как приём, который следовало применять в крайних случаях, при невозможности поразить цель огнём. Как отмечал генерал-майор в отставке А. Ф. Фень, в годы Великой Отечественной войны советских механиков‑водителей обучали таранить танки противника. В частности, необходимо выходить на противника не лоб в лоб, а под углом. При этом удар корпуса машины должен приходиться на переднее колесо с тем, чтобы сбить его и порвать гусеницу: тогда танк противника будет обездвижен. Кроме того, при таране целесообразно поднять своей башней пушку танка противника, чтобы он не мог вести огонь в упор.

## Боевое применение
Первый в мире танковый таран совершил лейтенант Семён Кузьмич Осадчий 29 октября 1936 года во время гражданской войны в Испании. В составе роты П. М. Армана у населённого пункта Сесенья (30 км южнее Мадрида) командир танкового взвода лейтенант С. К. Осадчий столкнул своим Т-26 в лощину итальянскую танкетку «Ансальдо».
В марте 1938 года во время контратаки республиканцев в районе Арбалете состоялся второй танковый таран. Танк БТ-5 (экипаж: командир танка Алексей Разгуляев, механик-водитель М. Данилин и заряжающий Гарсия), уничтоживший огнём один из пяти шедших в атаку на позиции республиканцев немецких Т-I, был встречен сосредоточенным пулемётным огнём четырёх остальных экипажей, в результате которого прицелы и смотровые приборы БТ-5 были разбиты и ведение эффективного огня по подвижным целям стало невозможно. По приказу А. Разгуляева танк увеличил скорость и протаранил лобовой частью корпуса ближайший Т-I. В результате удара немецкий танк опрокинулся набок, а остальные T-I отступили.

### Во время Великой Отечественной войны
Один из первых танковых таранов во время Великой Отечественной войны совершил экипаж лейтенанта П. Д. Гудзя 22 июня 1941 года. В 8 км от Яворова его танк КВ-1 таранил немецкие Pz Kpfw III и бронетранспортёр.
Известны случаи таранов танками бронепоездов. Например, 24 июня 1944 года под Бобруйском экипаж танка гвардии лейтенанта Дмитрия Комарова 15-й гвардейской танковой бригады совершил таран бронепоезда на станции Чёрные Броды, а 4 августа 1944 года на Сандомирском плацдарме — аналогичный приём применил капитан Леонид Малеев, командир роты 47-го гвардейского тяжёлого танкового полка (однако таран Л. Д. Малеева не находит подтверждения в его наградном листе с посмертным представлением к званию Героя Советского Союза).
Один из случаев тарана танком железнодорожного состава: 15 января 1945 года командиру 2-го танкового батальона гвардии капитану В. А. Бочковскому была поставлена задача прорваться в тыл противника на 75 км, и не вступая в бой, обходя опорные пункты, захватить транспортные узлы, перерезать 
транспортные коммуникации в тылу противника и дождаться подхода основных сил. В результате операции также был освобождён город Нове-Място. На железнодорожной станции города скопилось более сорока эшелонов с различными грузами. Один из них с «тиграми». Советские танки расстреливали их прямо на платформах. Во время боя эшелоны начали движение. В. А. Бочковский приказал старшему лейтенанту Духову, младшему лейтенанту Бондарю и лейтенанту Большакову догнать и остановить их. Когда «тридцатьчетверки» на максимальной скорости догнали головной эшелон, механик-водитель из экипажа Бондаря вывел танк на насыпь и боком аккуратно толкнул шедший полным ходом паровоз. Паровоз накренился и упал на противоположную сторону. За ним с грохотом полетели и вагоны со всем содержимым. Все остальные эшелоны вынуждены были остановиться. Враг не ушёл. Наверное, это единственный в истории пример, когда танк таранил паровоз и остался без повреждений. (А.В. Бочковский. Воспоминания об отце)

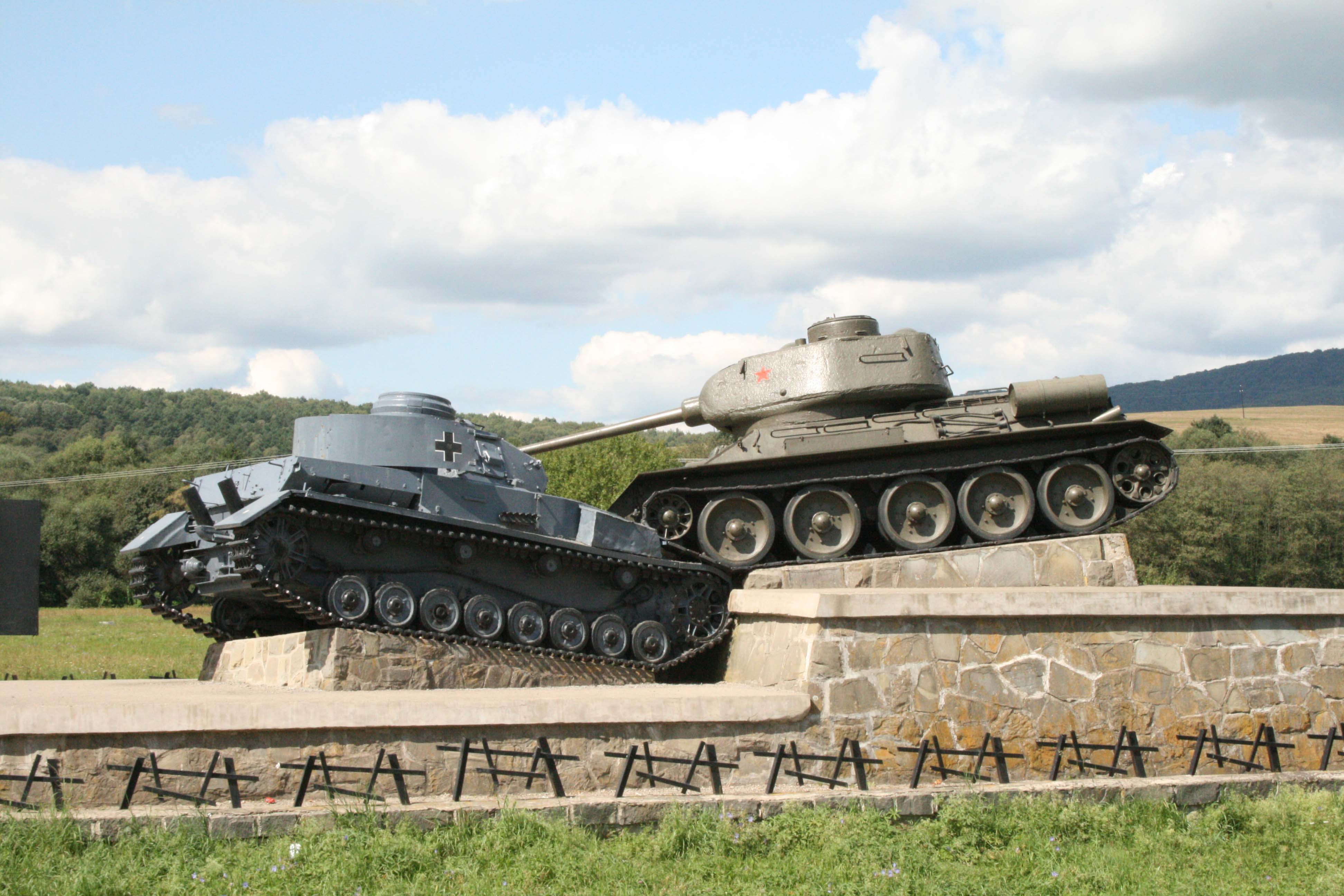
Танковая композиция в Свиднике на месте боёв за Дуклинский перевал

Применялись также тараны танков против самолётов на земле. Например, 11 января 1944 года танкисты 49-го танкового батальона «проутюжили» 17 самолётов противника на аэродроме города Любек (Польша). 28 марта 1944 года 64-я гвардейская танковая бригада на аэродроме города Черновцы таранными ударами и огнём уничтожила 30 самолётов. 17 января 1945 года группа И. Кравченко из 47-й гвардейской танковой бригады таранными ударами и огнём истребила 20 самолётов на аэродроме под городом Сохачев (Польша).

Надо ли учить танкистов применению в бою танковых таранов? Опыт минувшей войны показывает, что надо. В ряде танковых частей на фронте, да и в некоторых училищах во время войны этому специально учили и правильно делали. В результате таранов экипажи иногда выходили победителями в самых сложных условиях боевой обстановки, нанося врагу значительный урон.
Танковый таран — это оружие смелых людей. В нем сочетается беспредельная храбрость с высоким воинским мастерством, с точным расчетом. Чувство товарищества и высочайшая ответственность за выполнение воинского долга перед Отечеством являлись основным побудительным мотивом их применения танкистами в годы войны.
— Лосик О. А. Немного о танковых таранах.
Всего за период Великой Отечественной войны было совершено по разным оценкам — от 52 до 160 танковых таранов.
Не всегда таран выполняли танковые экипажи - в качестве примера, 27-28 июля 1944 года командир разведывательной роты 9-й гвардейской механизированной бригады 3-го гвардейского механизированного корпуса Г. Г. Галуза в районе города Ионишкис в ходе рейда за линией фронта на полугусеничном бронетранспортёре последовательно протаранил три грузовика с пехотой на шоссе Шяуляй - Рига.
Также известен по меньшей мере один случай успешного тарана на небронированном автомобиле - 20 августа 1942 года на грунтовой дороге западнее деревни Закотное ефрейтор 716-й отдельной автомобильной роты Закавказского фронта Н. Д. Подольный на грузовике ЗИС-5 протаранил легковой автомобиль "Хорьх" с несколькими немецкими солдатами.